# UNIVAC 1102

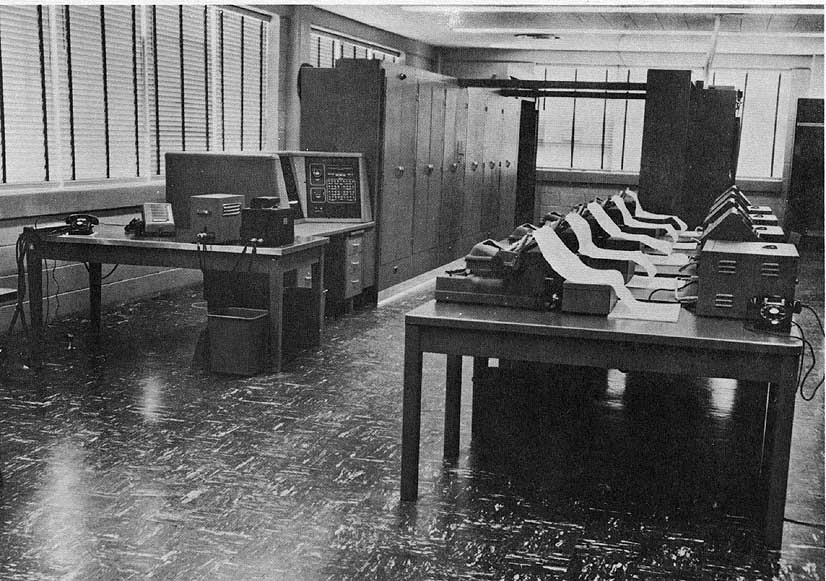
UNIVAC 1102 beim Arnold Engineering Development Center

Die UNIVAC 1102, auch ERA 1102 genannt, war ein UNIVAC-Computersystem, das von Engineering Research Associates (ERA) entworfen und durch Remington Rand zwischen 1954 und 1956 gebaut wurde.
Es wurden drei Maschinen für die United States Air Force gebaut. Die Maschinen wurden zum einen für die Auswertung von Windkanalsimulationen verwendeten, zum anderen wurden sie für Tests von Flugzeugantrieben verwendet.
Die Maschine interpretierten die Daten des Windkanals und druckten die Resultate auf fünf Druckern und vier Plottern aus.
Die Univac 1102 war eine Variante der UNIVAC 1101 besaß folgende Eigenschaften:
- Fläche: 11 m²
- Röhren: 2700
- Gewicht: 6350 kg
- Trommelspeicher: 24 kB (Zugriffszeit: 8,5 ms)